# Belonia
Belonia es un pueblo y nagar Panchayat situado en el distrito de Tripura meridional en el estado de Tripura (India). Su población es de 19996 habitantes (2011). Se encuentra junto a la frontera con Bangladés.

## Demografía
Según el censo de 2011 la población de Belonia era de 19996 habitantes, de los cuales 10060 eran hombres y 9936 eran mujeres. Belonia tiene una tasa media de alfabetización del 94,99%, superior a la media estatal del 87,22%: la alfabetización masculina es del 97,18%, y la alfabetización femenina del 92,77%.